# Kétgyűrűs tölcsérgomba
A kétgyűrűs tölcsérgomba (Catathelasma imperiale) a pereszkefélék családjába tartozó, Eurázsiában és Észak-Amerikában honos, hegyvidéki fenyvesekben élő, ehető gombafaj.

## Megjelenése
A kétgyűrűs tölcsérgomba kalapja 4-15 (22) cm széles, alakja fiatalon domború, később ellaposodik, esetleg tölcséresedik. Széle sokáig begöngyölt marad, idősen hullámos. A kalapbőr fiatalon tapadós, később száraz. Színe sárgásbarna, vörösbarna, mogyoróbarna, szarvasbőrszínű. Felszíne gyakran rányomott burokmaradványoktól pelyhes-pikkelyes, vagy mezőcskékre szakadozó. 
Hús kemény, tömör; színe fehér, sérülésre nem változik. Liszt- vagy uborkaszagú, íze erős, lisztszerű. 
Keskeny, sűrűn álló lemezei lefutók. Színük fiatalon fehéres, sárgásfehér; később halványbarna, élük fekete.
Tönkje 15 cm magas és 3-5 cm vastag. Alakja a lefelé vékonyodó, többé-kevésbé gyökerező, néha szinte teljesen a talajban marad. Színe a gallér fölött fehéres, alatta barnás, kissé sávosan pikkelyes. Kettős hártyás gallérja van, a felső a lemezeket védő részleges burokból, az alsó a teljes fiatal gombát borító általános burokból származik. 
Spórapora fehér. Spórája kissé orsó alakú, sima, amiloid, mérete 10-15 x 5-6 μm.

### Hasonló fajok
A begöngyöltszélű cölöpgomba vagy a krokodilpereszke hasonlíthat hozzá, de kettős gallérja és mélyen gyökerező, hegyes tönkje alapján könnyen felismerhető.

## Elterjedése és életmódja
Eurázsiában és Észak-Amerikában honos. Amerikában 40 cm-esre is megnőhet. Magyarországon nem fordul elő, de a környező országokban (Ausztria, Szlovákia, Románia) megtalálható.  
Hegyvidéki (800-1200 méteren) fenyvesekben, bozótos hegyi réteken, havasi legelőkön él, inkább meszes talajon. A föld alatt, burokban fejlődik ki, néha egy burokban két gomba is található. Nyáron és ősszel terem egyesével vagy kis csoportokban.

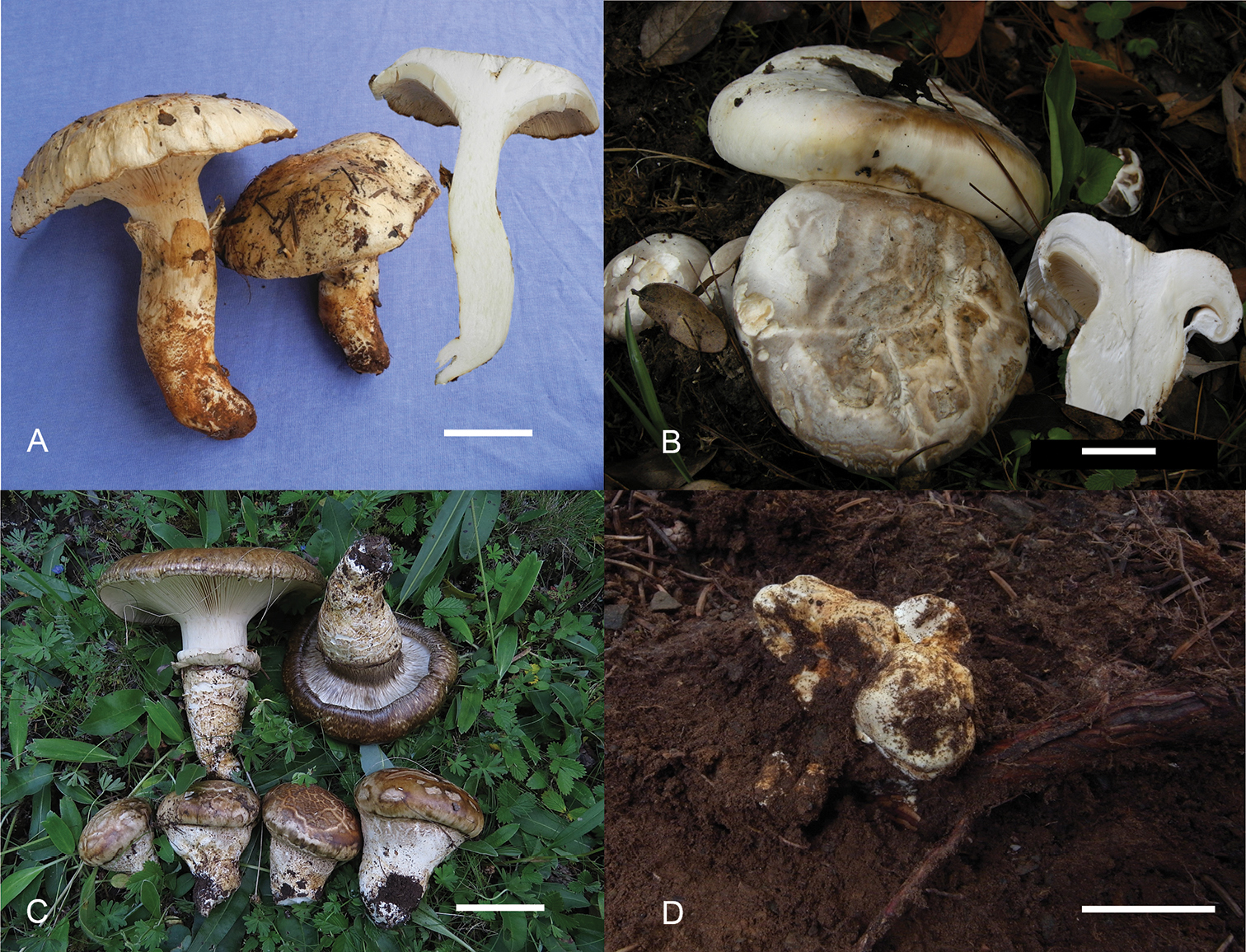
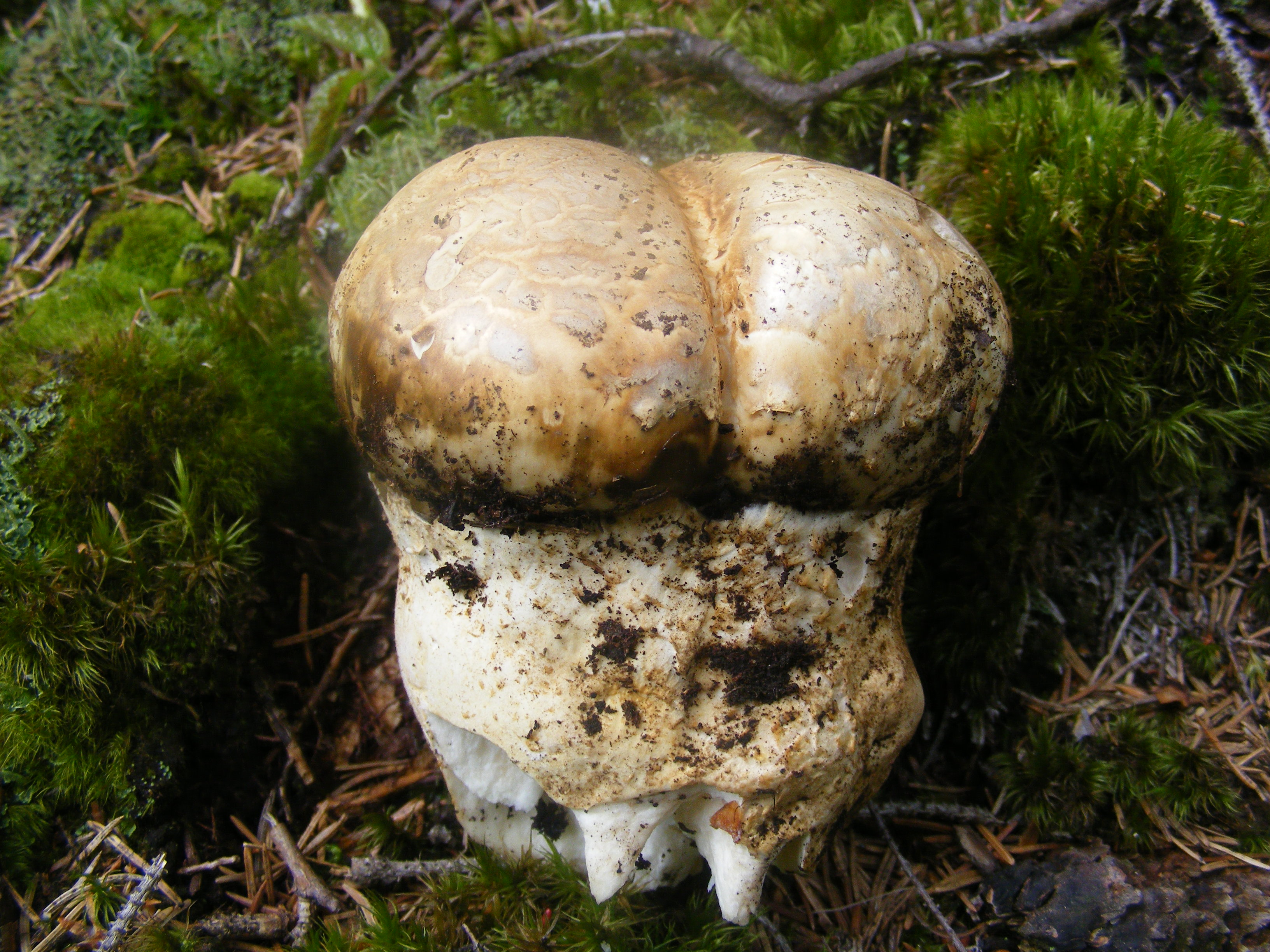
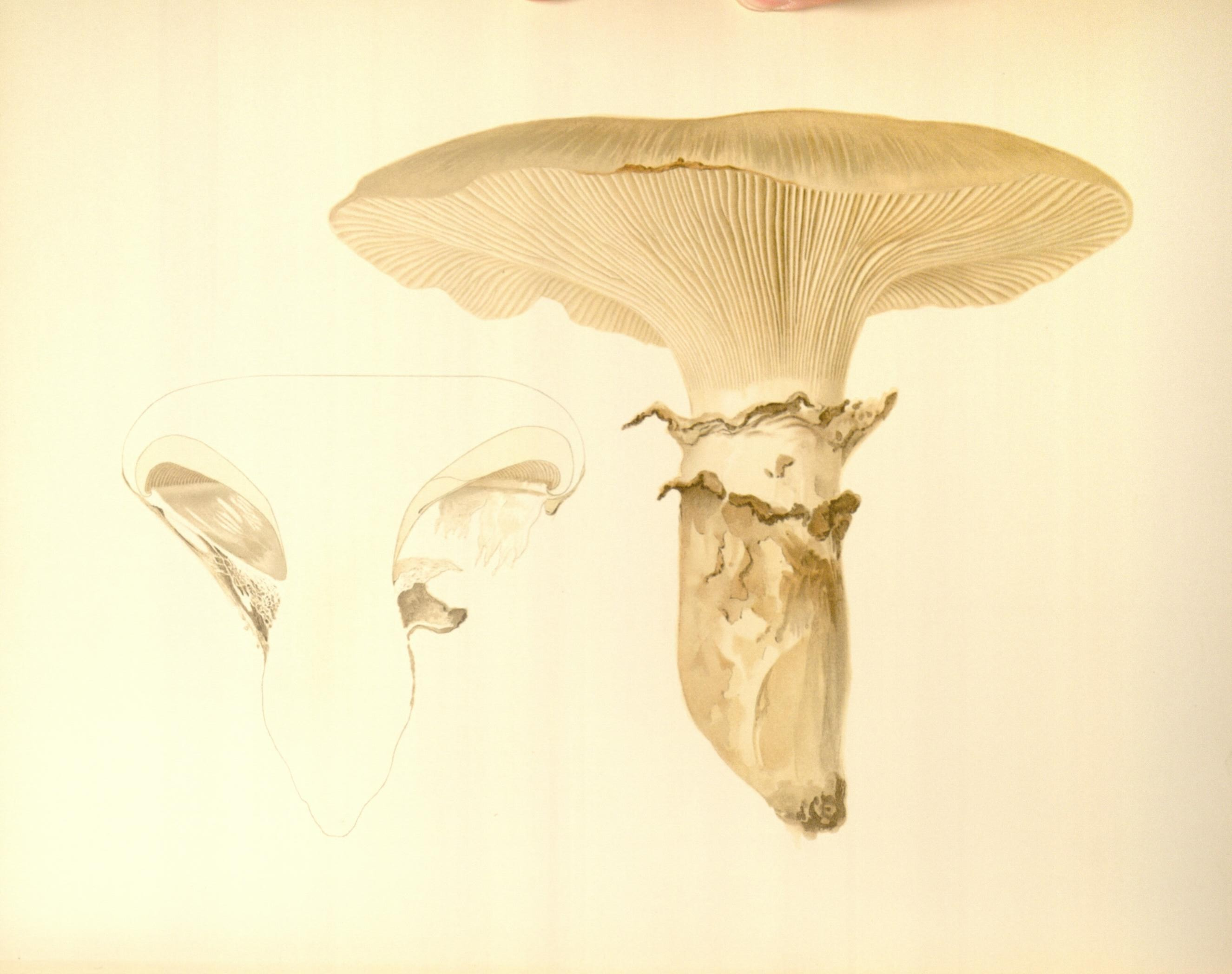
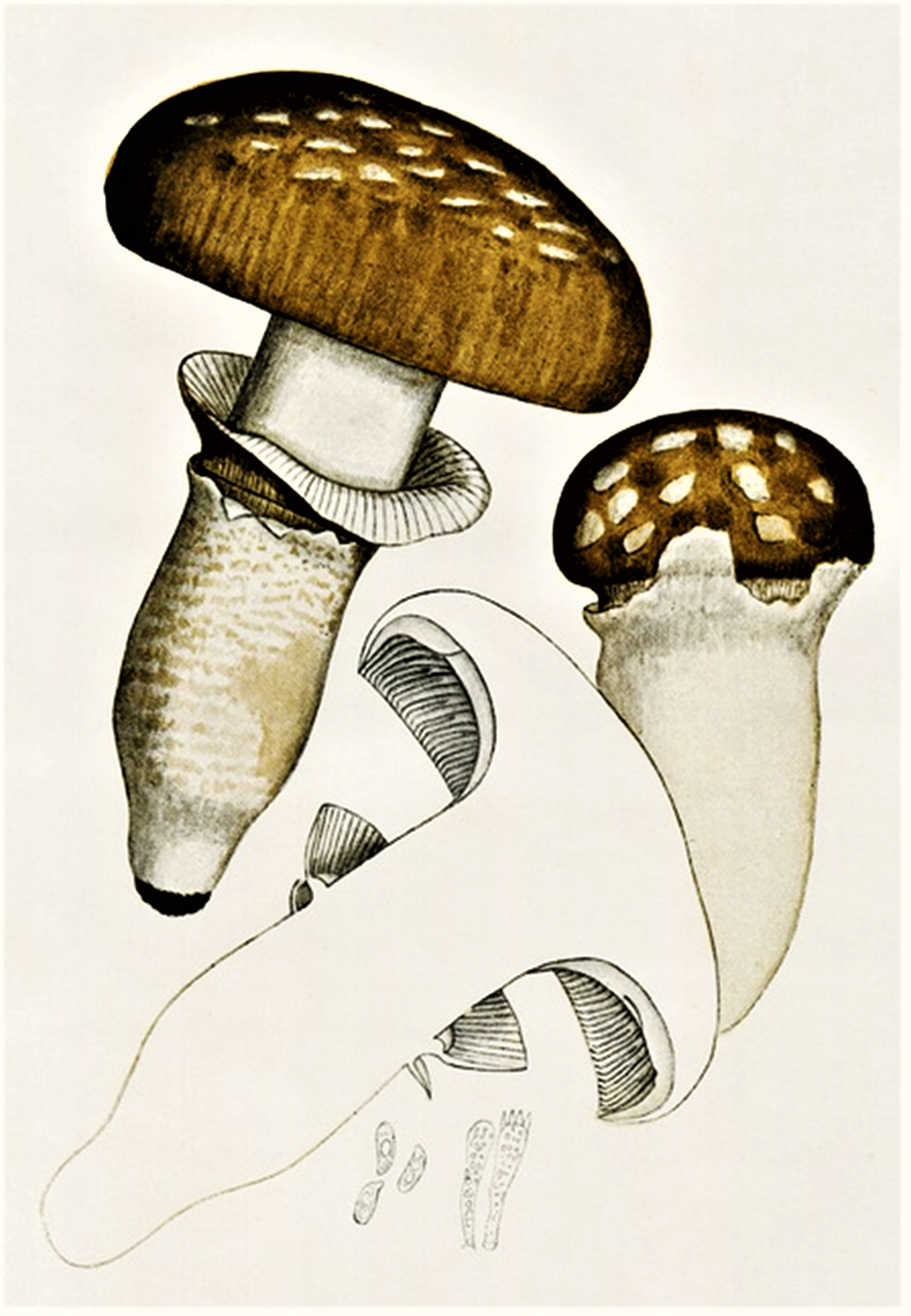

Ehető, de kemény húsú gomba.